# Jaroslav Dokoupil
Jaroslav Dokoupil (20. června 1912 Lazy u Orlové – 3. ledna 1956) byl českobratrským kazatelem.
Narodil se v Lazech u Orlové. Od roku 1937 byl v duchovenské službě ČCE, když předtím roku 1934 dostal podminečný dekret k působení s místním svolením, a to ještě před ordinací za vikáře. Působil ve sborech v Jasenné (1937–1939), v Přerově (1940), v Domažlicích (1940–1941), v plzeňském Západním sboru (1941–1943), v Merklíně (1944–1946) a v Aši (1946–1951). V Aši sloužil i německojazyčným členům sboru. Dne 15. května 1951 byl postaven mimo církevní službu a téhož dne byl vzat do vyšetřovací vazby, kde zůstal až do 14. července 1954. Byl vyšetřován státními orgány pro údajné trestné činy vyzvědačství a velezrady. Jeho manželka Emílie neúspěšně usilovala o milost pro manžela roku 1952, Dokoupil po propuštění roku 1956 zemřel a roku 1968 manželka opět neúspěšně usilovala o jeho rehabilitaci. K té došlo až roku 1990.